# Révolte Pétchenègue
La révolte Petchénègue est un soulèvement des Petchénègues contre l'Empire byzantin, qui dure de 1049 à 1053. Bien que le conflit se soit terminé par une négociation de conditions favorables avec les rebelles, il montre la détérioration de l'armée byzantine. Son incapacité à vaincre les rebelles laisse présager les futures défaites contre les Turcs seldjoukides à l'est et les Normands à l'ouest.

## Contexte
Au début de 1049, l'empereur byzantin Constantin IX Monomaque décide de transférer 15 000 guerriers Petchénègues de leurs positions dans les Balkans vers le front oriental. À l'approche du Bosphore, cependant, ils décident de rebrousser chemin et marchent lentement à travers la Bulgarie jusqu'à ce qu'ils atteignent la ville byzantine de Serdica. Ils sont bientôt rejoints par les partisans du seigneur de guerre Petchénègue Tyrach, emprisonné à Constantinople, et de l'ancien chef tribal Petchénègue Kegénès, et brandissent l'étendard de la révolte.

## Révolte
L'armée Petchénègue commence bientôt à piller la région autour d'Andrinople. Le doux local (commandant militaire) engage les Petchénègues dans une bataille rangée, mais est vaincu décisivement. Bientôt, Constantin décide de libérer Tyrach de prison à condition qu'il pacifie ses partisans. Comme on pouvait s'y attendre, il les rejoint à la place. Constantin amène bientôt ses armées orientales à l'ouest, mais sous le commandement de Kékauménos et Hervé Frankopoulos, elles sont aussi vaincues. À ce stade, les Petchénègues peuvent attaquer la Macédoine et la Thrace en toute impunité.
En juin 1050, une autre armée byzantine sous Samuel Bourtzes est détruite par les Petchénègues. Dans cette bataille, le général David Arianites est tué et un commandant vétéran d'Italie, Michel Dokeianos, est fait prisonnier puis tué. À ce stade, Constantin se rend compte qu'il devait changer de tactique pour vaincre les Petchénègues. Il organise la formation de plusieurs unités de contre-guérilla, composées en grande partie de Varègues, de Francs et d'autres Occidentaux, afin de contrer les Petchénègues avec leurs propres tactiques. Tyrach est vaincu lors d'une bataille décisive à Andrinople en 1050 où il meurt vraisemblablement, sans que ça ne mette fin à la révolte. Pendant trois ans, les guérilleros se battent contre les Petchénègues jusqu'à ce que, en 1053, Constantin soit en mesure d'organiser une autre armée régulière. Cette armée, sous le commandement du doux de Bulgarie, Basile Apokapès, est également anéantie à Preslav.
À ce stade, les Petchénègues sont fatigués de la guerre et tentent de faire la paix avec Constantin. Un traité de paix est signé, qui a duré trente ans. Les Petchénègues sont contraints de céder toutes leurs conquêtes aux Byzantins, probablement en échange d'une certaine forme d'autonomie.